# Chimtou
Chimtou  o Chemtou (àrab: شِمْتُو, Ximtū; llatí: Simitthus) és una localitat de Tunísia, amb uns quatre mil habitants, situada a uns 27 km de Jendouba per carretera, a la governació de Jendouba.
Té proper un jaciment arqueològic format per les restes de l'antiga ciutat romana de Simitthus, o Colonia Iulia Augusta Numidica Simitthensium, un nom d'origen amazic o púnic, que va ser famosa pels marbres vermells i grocs de les seves pedreres, explotades ja pel rei Micipsa (149-118 aC) i especialment a partir del segle ii pels romans. Les pedreres eren propietat de l'emperador i el seu marbre va servir per als monuments més importants de Roma i Constantinoble. La ciutat de Simitthus o Simitthu estava situada a la cruïlla de dues grans rutes, una que anava de Cartago fins a Hipona passant per Bul·la Règia i l'altra de Tabarka a Sicca Veneria. Els seus ciutadans formaven part de la tribu Quirina, una de les 35 tribus romanes amb dret de vot.
Hadrià va construir una via per portar el marbre que anava de Simitthus a Tabarka l'any 129. A les pedreres hi van treballar milers d'esclaus. Uns 8 km a l'est hi ha també una ciutadella romana d'Orient anomenada ara Bordj Hellal. A la ciutat antiga hi ha una església italiana del segle xix. Compta també actualment amb un museu arqueològic amb quatre sales d'uns 1450 metres quadrats, amb un altar númida al centre trobat a les excavacions. El jaciment ocupa una àrea força gran i té nombroses restes que només estan excavades parcialment a més de les pedreres.
Els principals monuments del jaciment arqueològic son:
- Teatre romà, deteriorat, a cel obert, però amb els soterranis ben conservats.
- Fòrum amb una basílica, un arc, una font i tombes númides.
- Mercat de la basílica.
- Cementiri númida amb tombes del segle iv aC fins al segle i
- Banys públics.
- Església romana d'Orient.
- Amfiteatre, en molt mal estat, fins i tot amb cases construïdes al damunt.
- Edificis funeraris romans.
- Pedrera, la zona enfonsada de la pedrera, i una caserna.
- Gravats a la roca.
- Camí romà fins al santuari de Saturn.
- Santuari del turó dels Númides, amb el temple de Saturn, i les restes d'un altra església romana d'Orient.
- Santuari dels Dii Mauri.
- Santuari de Caelestis.
- Gran edifici romà, probablement l'administració de la pedrera.
- Materials de la pedrera.
- Via romana de la pedrera fins al riu.
- Muralla romana que separava la colònia de la propietat imperial
- Cisternes (Medinet El Arch).
- El pont roma sobre el Medjerda a uns 4 km al sud, del segle iii, destruït per unes inundacions el segle iv.
- Aqüeducte que originàriament tenia 14 km, i del que se'n conserven poques parts.[1]